# 215884 Jayantmurthy
215884 Jayantmurthy este o planetă minoră (asteroid) din centura de asteroizi. A fost descoperită pe 9 martie 2005 la Observatorul Național Kitt Peak de Marc Buie⁠(d). 
Obiectul prezintă o orbită caracterizată de o semiaxă mare de 2,2262325664103 UAi, o excentricitate de 0,20553466513268, o înclinație de 1,8669046368423 ° în raport cu ecliptica.